# Nemastoma incertum
Espèce
Nemastoma incertum est une espèce fossile d'opilions dyspnois de la famille des Nemastomatidae.

## Distribution
Cette espèce a été découverte dans de l'ambre de la mer Baltique en Pologne. Elle date du Paléogène.

## Systématique et taxinomie
Cette espèce a été décrite par Koch et Berendt en 1854.

## Publication originale
- Koch & Berendt, 1854 : « Die im Bernstein befindlichen Crustaceen, Myriapoden, Arachniden und Apteren der Vorwelt. » Die in Berstein befindlichen Organischen Reste der Vorwelt, vol. 1, no 2, p. 1-124 (texte intégral).